# Municipio de Pagėgiai
El municipio de Pagėgiai (lituano: Pagėgių savivaldybė) es un municipio lituano perteneciente a la provincia de Tauragė.
En 2011 tenía 9500 habitantes en un área de 537 km². Su capital es Pagėgiai.
Se ubica en el oeste del país y es fronterizo con la óblast de Kaliningrado de Rusia.

## Subdivisiones
Se divide en 5 seniūnijos (entre paréntesis la localidad principal):
- Seniūnija de Lumpėnai (Lumpėnai)
- Seniūnija de Natkiškiai (Natkiškiai)
- Seniūnija de Pagėgiai (Pagėgiai)
- Seniūnija de Stoniškiai (Stoniškiai)
- Seniūnija de Vilkyškiai (Vilkyškiai)